# رالف كلايتون
رالف كلايتون (بالإنجليزية: Ralph Clayton)‏ هو لاعب كرة قدم أمريكية أمريكي، ولد في 29 سبتمبر 1958 في هايلاند بارك في الولايات المتحدة.

## وصلات خارجية
- رالف كلايتون على موقع مرجع كرة القدم المحترفة.كوم (الإنجليزية)